# Johann (Nassau-Weilburg)
Johann III. von Nassau-Weilburg (* 27. Juni 1441; † 15. Juli 1480) war Mitregent seines Vaters in der 1366 gefürsteten Reichsgrafschaft Nassau-Weilburg. 

## Leben
Johann war ein Sohn des Reichsgrafen Philipp II. von Nassau-Weilburg und dessen Gemahlin Margarethe von Loon-Heinsberg (1426–1446) und entstammte somit der Walramischen Linie des Hauses Nassau. 1464 heiratete er Elisabeth von Hessen, „die Schöne“ genannt. Aus der Ehe stammen die Kinder Ludwig (1473–1523) und Elisabeth (jung verstorben).
1472 wurde Johann Mitregent in der Grafschaft Nassau-Weilburg und teilte sich mit seinem Vater das Einkommen. Als Johann 1480 starb, musste sein Vater wieder alleine die Regierungsgewalt ausüben und übernahm auch das Sorgerecht über seine Enkelkinder. Nach dessen Tod im Jahre 1492 wurde Ludwig Nachfolger seines Großvaters. 